# Ярково (Тюменська область)
Ярково (рос. Ярково; сибир.-татар.: Йәшелтора) — село в Тюменській області Росії, адміністративний центр Ярковського району. населення — 7017 осіб.

## Географія
Розташоване на річці Тобол (притока Іртиша).

## Історія
Населений пункт був заснований в XVII столітті за указом царя Михайла Федоровича. Метою указу було утворення проміжних зупинних пунктів для ямщицьких служби уздовж Тобольського тракту. Потім — село Ярковське Гільово-Липівської волості.
У 1912 р було 90 будинків. Проживало 494 осіб (232 ч, 262 ж.). 1 церква, 1 школа, 1 хлібний магазин, 11 заїжджих дворів, 1 винна лавка, 3 торгових лавки, 2 кузні, 1 ярмарок.
| Росія | Це незавершена стаття з географії Росії. Ви можете допомогти проєкту, виправивши або дописавши її. |